# Monhystera similis
Monhystera similis är en rundmaskart som beskrevs av Butschle 1873. Monhystera similis ingår i släktet Monhystera och familjen Monhysteridae. Arten är reproducerande i Sverige. Inga underarter finns listade i Catalogue of Life.